# 이언 홀러웨이
이언 스콧 홀러웨이(Ian Scott Holloway, 1963년 3월 12일~)는 잉글랜드의 축구 감독이다. 2009년 블랙풀의 감독이 되었으며 2009-10 시즌 블랙풀을 1부 리그로 승격시켰다. 2010-11 시즌 안필드에서 리버풀 FC를 1:2로 꺽는등 좋은 활약을 하였으나 1시즌만에 다시 2부리그로 강등되었었다. 2011-12시즌 풋볼 리그 챔피언십에서 시즌을 5위로 마감하였고 승격 플레이오프에 진출을 하였다. 승격 플레이오프 1라운드에서 버밍엄 시티 FC를 이기고 플레이오프 결승에 진출을 하였으나 결승전에서 웨스트 햄 유나이티드 FC에게 2:1로 패하며 팀을 승격시키는데 실패하였다.